# Campeonato Uruguaio de Futebol de 1994
O Campeonato Uruguaio de Futebol de 1994 foi a 63ª edição da era profissional do Campeonato Uruguaio. A competição ocorreu no formato de Apertura e Clausura, onde as equipes se enfrentaram em ambos os torneios no sistema de todos contra todos, em um único turno. Os vencedores de cada torneio se enfrentaram na decisão. Após bater o Defensor Sporting na final, o Peñarol sagrou-se campeão.

## Classificação

### Torneio Apertura
| Pos | Equipe               | Pts   | J  | V | E | D | GP | GC | SG  |
| --- | -------------------- | ----- | -- | - | - | - | -- | -- | --- |
| 1º  | Defensor Sporting    | 17    | 12 | 7 | 3 | 2 | 17 | 11 | 6   |
| 2º  | Peñarol              | 16[1] | 12 | 9 | 0 | 3 | 29 | 9  | 20  |
| 3º  | Basáñez              | 16    | 12 | 6 | 4 | 2 | 14 | 12 | 2   |
| 4º  | Cerro                | 15    | 12 | 6 | 3 | 3 | 16 | 11 | 5   |
| 5º  | Montevideo Wanderers | 14    | 12 | 6 | 2 | 4 | 17 | 18 | -1  |
| 6º  | Nacional             | 13[1] | 12 | 6 | 3 | 3 | 25 | 14 | 11  |
| 7º  | River Plate          | 12    | 12 | 5 | 2 | 5 | 17 | 17 | 0   |
| 8º  | Progreso             | 10    | 12 | 4 | 2 | 6 | 17 | 17 | 0   |
| 9º  | Liverpool            | 9     | 12 | 3 | 3 | 6 | 11 | 16 | -5  |
| 10º | Rampla Juniors       | 9     | 12 | 2 | 5 | 5 | 10 | 17 | -7  |
| 11º | Danubio              | 9     | 12 | 2 | 5 | 5 | 8  | 15 | -7  |
| 12º | Central Español      | 7     | 12 | 2 | 3 | 7 | 8  | 20 | -12 |
| 13º | Bella Vista          | 5     | 12 | 0 | 5 | 7 | 13 | 25 | -12 |

1 ^  Peñarol e Nacional perderam dois pontos em cada torneio por conta de incidentes.
|  | Campeão do Torneio Apertura e classificado à final. |

### Torneio Clausura
| Pos | Equipe               | Pts   | J  | V  | E | D | GP | GC | SG  |
| --- | -------------------- | ----- | -- | -- | - | - | -- | -- | --- |
| 1º  | Peñarol              | 18[1] | 12 | 10 | 0 | 2 | 33 | 9  | 24  |
| 2º  | Nacional             | 15[1] | 12 | 7  | 3 | 2 | 19 | 11 | 8   |
| 3º  | Montevideo Wanderers | 14    | 12 | 5  | 4 | 3 | 19 | 14 | 5   |
| 4º  | Cerro                | 14    | 12 | 4  | 6 | 2 | 15 | 13 | 2   |
| 5º  | Defensor Sporting    | 13    | 12 | 4  | 5 | 3 | 12 | 7  | 5   |
| 6º  | Central Español      | 13    | 12 | 5  | 3 | 4 | 15 | 16 | -1  |
| 7º  | Liverpool            | 12    | 12 | 5  | 2 | 5 | 13 | 11 | 2   |
| 8º  | River Plate          | 10    | 12 | 4  | 2 | 6 | 9  | 9  | 0   |
| 9º  | Rampla Juniors       | 10    | 12 | 2  | 6 | 4 | 5  | 11 | -6  |
| 10º | Danubio              | 9     | 12 | 3  | 3 | 6 | 11 | 18 | -7  |
| 11º | Bella Vista          | 9     | 12 | 3  | 3 | 6 | 11 | 19 | -8  |
| 12º | Basáñez              | 8     | 12 | 2  | 4 | 6 | 9  | 19 | -10 |
| 13º | Progreso             | 7     | 12 | 3  | 1 | 8 | 7  | 21 | -14 |

1 ^  Peñarol e Nacional perderam dois pontos em cada torneio por conta de incidentes.
|  | Campeão do Torneio Clausura e classificado à final. |

### Tabela acumulada
| Pos | Equipe               | Pts   | J  | V  | E  | D  | GP | GC | SG  |
| --- | -------------------- | ----- | -- | -- | -- | -- | -- | -- | --- |
| 1º  | Peñarol              | 34[1] | 24 | 19 | 0  | 5  | 62 | 18 | 44  |
| 2º  | Defensor Sporting    | 30    | 24 | 11 | 8  | 5  | 29 | 18 | 11  |
| 3º  | Nacional             | 28[1] | 24 | 13 | 6  | 5  | 44 | 25 | 19  |
| 4º  | Cerro                | 28    | 24 | 10 | 9  | 5  | 31 | 24 | 7   |
| 5º  | Montevideo Wanderers | 28    | 24 | 11 | 6  | 7  | 36 | 32 | 4   |
| 6º  | Basáñez              | 24    | 24 | 8  | 8  | 8  | 23 | 31 | -8  |
| 7º  | River Plate          | 22    | 24 | 9  | 4  | 11 | 26 | 26 | 0   |
| 8º  | Liverpool            | 21    | 24 | 8  | 5  | 11 | 24 | 27 | -3  |
| 9º  | Central Español      | 21    | 24 | 7  | 6  | 11 | 23 | 36 | -13 |
| 10º | Rampla Juniors       | 19    | 24 | 4  | 11 | 9  | 15 | 28 | -13 |
| 11º | Danubio              | 18    | 24 | 5  | 8  | 11 | 19 | 33 | -14 |
| 12º | Progreso             | 17    | 24 | 7  | 3  | 14 | 24 | 38 | -14 |
| 13º | Bella Vista          | 13    | 24 | 3  | 8  | 13 | 24 | 44 | -20 |

1 ^  Peñarol e Nacional perderam dois pontos em cada torneio por conta de incidentes.
|  | Classificados à final e à Liguilla Pré-Libertadores. |
|  | Classificados à Liguilla Pré-Libertadores.           |
|  | Classificados ao Torneio Integración.                |
|  | Disputa os playoffs de acesso e descenso.            |
|  | Rebaixado à Segunda Divisão.                         |

Promovido para a próxima temporada: Sud América.

## Playoffsde acesso e descenso

### Primeira partida
| {{{data}}} | Rampla Juniors | 2 – 1  | Racing |  |
|            |                | data = |        |  |

### Segunda partida
| {{{data}}} | Rampla Juniors | 2 – 1  | Racing |  |
|            |                | data = |        |  |

## Final

### Primeira partida
| {{{data}}} | Peñarol               | 1 – 1                        | Defensor Sporting | Estádio Centenário, Montevidéu |
|            | Bengoechea 27' (pen.) | data = 6 de novembro de 1994 | Ferraro 90'       | Árbitro: Julio Matto           |

### Segunda partida
| {{{data}}} | Peñarol  | 1 – 1                         | Defensor Sporting | Estádio Centenário, Montevidéu        |
|            | Tais 46' | data = 13 de novembro de 1994 | dos Santos 84'    | Público: 40 000 Árbitro: José da Rosa |

### Terceira partida
| {{{data}}} | Peñarol                   | 2 – 1                         | Defensor Sporting | Estádio Centenário, Montevidéu               |
|            | Baltierra 75' · Silva 88' | data = 20 de novembro de 1994 | Almada 27'        | Público: 50 000 Árbitro: Eduardo Dluzniewski |

## Torneio Integración
O Torneio Integración de 1994 foi um campeonato disputado para decidir os outros dois participantes da Liguilla Pré-Libertadores da América. O torneio contou com a presença de oito equipes, que se encararam no sistema de mata-mata. Participaram do certame 5º, 6º e 7º colocados do Campeonato Uruguaio: Montevideo Wanderers, Basáñez e River Plate; o campeão da Segunda Divisão: Sud América; e os semifinalistas da Copa dos Campeões da OFI (Organización del Fútbol del Interior): Tabaré, Porongos, Central Palestino e San Eugenio. O campeão foi o Sud América, que juntamente com o River Plate, vice-campeão, participaram da Liguilla Pré-Libertadores de 1994 com Peñarol, Defensor Sporting, Nacional e Cerro, 1º, 2º, 3º e 4º colocados do Campeonato Uruguaio de 1994, respectivamente.

### Quartas-de-final

#### Primeira rodada
| {{{data}}} | Basáñez | 2 – 0  | Tabaré |  |
|            |         | data = |        |  |

| {{{data}}} | Porongos | 0 – 3  | Sud América |  |
|            |          | data = |             |  |

| {{{data}}} | River Plate | 2 – 1  | Central Palestino |  |
|            |             | data = |                   |  |

| {{{data}}} | San Eugenio | 2 – 3  | Montevideo Wanderers |  |
|            |             | data = |                      |  |

#### Segunda rodada
| {{{data}}} | Basáñez | 1 – 1  | Tabaré |  |
|            |         | data = |        |  |

| {{{data}}} | Porongos | 1 – 4  | Sud América |  |
|            |          | data = |             |  |

| {{{data}}} | River Plate | 2 – 1  | Central Palestino |  |
|            |             | data = |                   |  |

| {{{data}}} | San Eugenio | 0 – 0  | Montevideo Wanderers |  |
|            |             | data = |                      |  |

### Semi-finais

#### Primeira rodada
| {{{data}}} | River Plate | 2 – 1  | Montevideo Wanderers |  |
|            |             | data = |                      |  |

| {{{data}}} | Sud América | 2 – 0  | Basáñez |  |
|            |             | data = |         |  |

#### Segunda rodada
| {{{data}}} | River Plate | 3 – 0  | Montevideo Wanderers |  |
|            |             | data = |                      |  |

| {{{data}}} | Sud América | 1 – 1  | Basáñez |  |
|            |             | data = |         |  |

### Final
| {{{data}}} | Sud América | 2 – 1  | River Plate |  |
|            |             | data = |             |  |

## Liguilla Pré-Libertadores da América
A Liguilla Pré-Libertadores da América de 1994 foi a 21ª edição da história da Liguilla Pré-Libertadores, competição disputada entre as temporadas de 1974 e 2008–09, a fim de definir quais seriam os clubes representantes do futebol uruguaio nas competições da CONMEBOL. O torneio de 1994 consistiu em uma competição com um turno, no sistema de todos contra todos. O vencedor foi o Peñarol, que obteve seu 10º título da Liguilla.

### Classificação da Liguilla
| Pos | Equipe            | Pts | J | V | E | D | GP | GC | SG |
| --- | ----------------- | --- | - | - | - | - | -- | -- | -- |
| 1º  | Peñarol           | 10  | 5 | 5 | 0 | 0 | 15 | 5  | 10 |
| 2º  | Defensor Sporting | 6   | 5 | 3 | 0 | 2 | 14 | 9  | 5  |
| 3º  | Cerro             | 6   | 5 | 2 | 2 | 1 | 5  | 7  | -2 |
| 4º  | Sud América       | 4   | 5 | 1 | 2 | 2 | 5  | 8  | -3 |
| 5º  | Nacional          | 3   | 5 | 1 | 1 | 3 | 7  | 8  | -1 |
| 6º  | River Plate       | 1   | 5 | 0 | 1 | 4 | 5  | 14 | -9 |

|  | Campeão da Liguilla e classificado à Libertadores de 1995. |
|  | Disputam a 2ª vaga à Libertadores de 1995.                 |
|  | Classificado à Copa CONMEBOL de 1995.                      |

### Playoffpela 2ª vaga à Libertadores de 1995
| {{{data}}} | Cerro | 1 – 1  | Defensor Sporting |  |
|            |       | data = |                   |  |

|  |     | Penalidades |
|  | 5–4 |             |

O Cerro classificou-se à Copa Libertadores da América de 1995 juntamente com o Peñarol. Por sua vez, o Defensor Sporting ficou com uma vaga na Copa CONMEBOL de 1995, assim como o Sud América.

## Premiação
| Campeonato Uruguaio de 1994  |
| ---------------------------- |
| Peñarol Campeão (42º título) |